# Pilea variegata
Pilea variegata là loài thực vật có hoa trong họ Tầm ma. Loài này được (Spreng.) Seem. miêu tả khoa học đầu tiên năm 1854.